# Hemerophanes eucrita
Hemerophanes eucrita är en fjärilsart som beskrevs av Collenette 1953. Hemerophanes eucrita ingår i släktet Hemerophanes och familjen tofsspinnare. Inga underarter finns listade i Catalogue of Life.